# Barycnemis tamaulipeca
Barycnemis tamaulipeca là một loài tò vò trong họ Ichneumonidae.